# Austrographa skyrinica
Austrographa skyrinica är en svampart som beskrevs av Sparrius, Elix & A. W. Archer. Austrographa skyrinica ingår i släktet Austrographa och familjen Roccellaceae.   Inga underarter finns listade i Catalogue of Life.